# Deutz D 25
De Deutz D 25 is een tractor uit de D-serie die door Deutz werd geproduceerd in de Deutz-fabriek in Keulen.
De luchtgekoelde tweecilindermotor van 25 pk sterk met wervelkamerinspuiting en enkel-gat-injectoren had een vliegwiel met koelventilator en aluminium zuigers. De inspuitdruk van de D 25 was 125 bar. Een druk van 20 - 28 bar kon worden gegenereerd bij een compressieverhouding van 20:1. Bovendien had de 5-versnellingsbak, bestaande uit vijf vooruitversnellingen en een achteruitversnelling. De maximale snelheid van de tractor was ongeveer 20 km/u in de vooruit en ongeveer 2,6 km/u in de achteruit. 
De Deutz D 25 werd al een jaar na het begin van de productie uitgerust met een krachtigere motor met meer slag en een grotere boring. Door de grotere cilinderinhoud van nu 1700 cm³ nam het vermogen met enkele kilowatts toe. Verder had de D 25 een enkele drogeplaatkoppeling in het vliegwieltype van het bedrijf Fichtel & Sachs.
De Deutz D 25, met een lengte van 2750 mm en een breedte van 1590 mm, had een eigen gewicht van ongeveer 1320 kg. De lak van de D 25 veranderde bovendien vanaf 1962 van bladgroen met verkeersrode velgen naar smaragdgroen met vuurrode velgen. Een onafhankelijke maaiwerkaandrijving met 1059/min, een vooras met rubbergeveerde stuurstangen en een differentieelblokkering met voetbediening en automatische ontkoppeling behoorden ook tot de uitrusting van de Deutz D 25, evenals een versnellingsbakhandrem en een driepedaalrem met automatische remkrachtverdeling, en een stuur- en remhendel. Bovendien had de tractor een claxon, twee koplampen met dim-, grootlicht- en standlicht, een bedrijfurenteller, knipperlichtinstallatie en twee achterlichten met rem- en kentekenplaatverlichting. Op verzoek werd er ook een hefinrichting met een maximale hefkracht van 11700 N of een Fritzmeier-cabine met ruitenwisser en geveerde kantelbare zitting met rugleuning geleverd.
| model     | type | pk        | bouwjaren |
| --------- | ---- | --------- | --------- |
| D 25.1-N  | D25  | 15kw 18pk | 1959–1961 |
| D 25.1-NK | D25S | 18kw 25pk | 1959–1961 |
| D 25.2-N  | D25  | 15kw 20pk | 1960–1964 |
| D 25.2.NG | D25  | 15kw 22pk | 1964-1965 |